# José de Marcoleta
Don José de Marcoleta y de Casaus, nació en Madrid el 25 de marzo de 1802, hijo de Don Pedro José de Marcoleta y de la Torre, y de Doña María del Rosario de Casaus y de Garrido. El 17 de noviembre de 1833 contrajo matrimonio con Doña Adelaida Manuela Gustava de la Cuadra y de Martínez de Aragón. De este matrimonio no hubo sucesión. Fue naturalizado nicaragüense el 24 de marzo de 1846, por el propio presidente José León Sandoval.

## Inicio de su carrera
En 1820, inició cursos especiales en el Real Colegio de las Escuelas Pías de San Fernando y luego en la Real Academia de Cadetes de las Reales Guardias de Corps de Su Majestad para preparar su ingreso en la carrera diplomática. Dichos cursos versaron sobre lengua francesa, retórica, política, gramática, latín, geografía, matemáticas, dibujo militar, astronomía, física, leyes, zoología y economía política.
A sus 26 años, el 7 de enero de 1827, es nombrado Agregado de la Legación de España en San Petersburgo, Rusia. Aquejado gravemente de unas fiebres "biliosas" el Rey Fernando VII de España le autoriza regresar a España el 15 de octubre de 1827. Llega a Madrid el 30 de diciembre del mismo año. El rey Don Fernando lo declara Agregado Cesante el 1 de abril de 1832. Después de diez años de solicitar insistentemente volver a ingresar en la carrera diplomática no consigue su propósito.

## Diplomático de Nicaragua en Europa

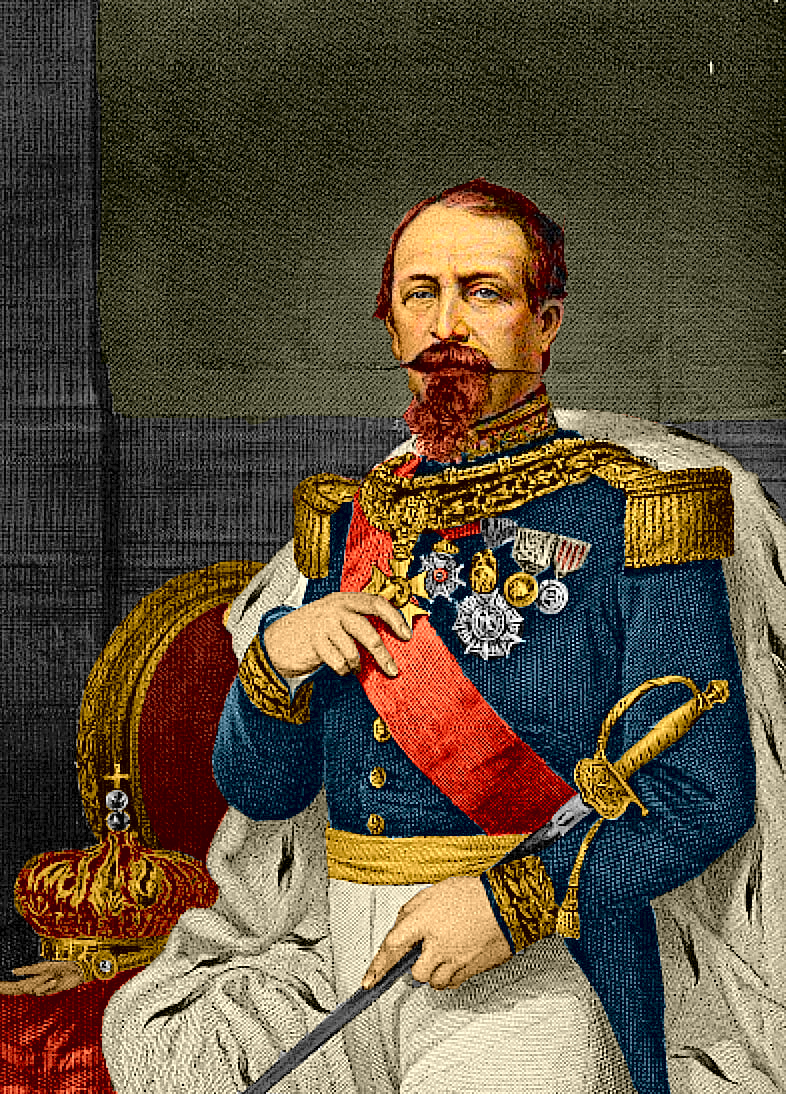
Napoleón III.

Las pretensiones de Gran Bretaña sobre la costa oriental de Nicaragua mueven al gobierno de Nicaragua a enviar una delegación extraordinaria a Londres para conversar directamente con el gobierno Inglés sobre el reconocimiento y respeto de la soberanía nicaragüense. El Director Supremo del Estado, Manuel Pérez, nombró para ese fin al licenciado Francisco Castellón Sanabria, como ministro Plenipotenciario de Nicaragua ante Francia e Inglaterra, y al doctor Máximo Jerez Tellería como Secretario. Se considera que esta fue la primera delegación diplomática nicaragüense enviada a Europa.
Durante su permanencia en Europa, Francisco Castellón conoce a José de Marcoleta, y a su regreso a Nicaragua propone al gobierno su nombramiento como Encargado de Negocios de Nicaragua en Francia, Inglaterra, Bélgica y Holanda.
Marcoleta, por su amistad personal con Napoleón III, logra gran apoyo para Nicaragua. Por sus positivas gestiones gana la gratitud y la admiración de Nicaragua, y el jefe de Estado, José León Sandoval, le extiende "Carta de Naturaleza" o ciudadanía nicaragüense mediante decreto del 24 de marzo de 1846.
El 20 de abril de 1846, José de Marcoleta firma con el príncipe Luis Napoleón Bonaparte un contrato para construir un Canal de navegación por Nicaragua. Al año siguiente, es Encargado de Negocios de Nicaragua ante las Cortes de Bélgica, Países Bajos, Cerdeña, Santa Sede y de la República Francesa.

## Diferendo entre Nicaragua y Gran Bretaña
El 1 de enero de 1848, Gran Bretaña realiza un desembarco militar en San Juan de Nicaragua, (posteriormente llamada San Juan del Norte) y se apodera de San Carlos, amenazando Granada. Se firma un tratado provisional el 7 de marzo de 1848 y posteriormente se firma un tratado definitivo en Londres, designándose a Marcoleta como Encargado de Negocios de Nicaragua para negociar el arreglo definitivo de la cuestión sobre la propiedad y posesión de la Costa de Mosquitos y puerto de San Juan de Nicaragua, donde Gran Bretaña pretende legitimar posesión sobre esa zona, que Nicaragua reclama como parte de su soberanía.
El 9 de julio de 1850 es nombrado enviado extraordinario y ministro plenipotenciario de Nicaragua en España y firma el «Tratado de Paz y Reconocimiento» el 25 de ese mismo mes, reconociendo España a Nicaragua como nación libre, soberana e independiente, con todos los territorios que le pertenecen de mar a mar o lo que en lo sucesivo le pertenezcan. En esta forma España reconoce que el territorio de la Mosquitia es nicaragüense.

## Conflictos por el Canal Interoceánico
El 27 de agosto de 1849, se firma el primer contrato de canalización entre el gobierno de Nicaragua y la American Atlantic and Pacific Ship Company, representada por David L. White, representante a su vez de Cornelius Vanderbilt, y de la apertura de la Ruta del Tránsito. De este modo se hacen más evidentes los intereses y la presencia norteamericana en Nicaragua. 

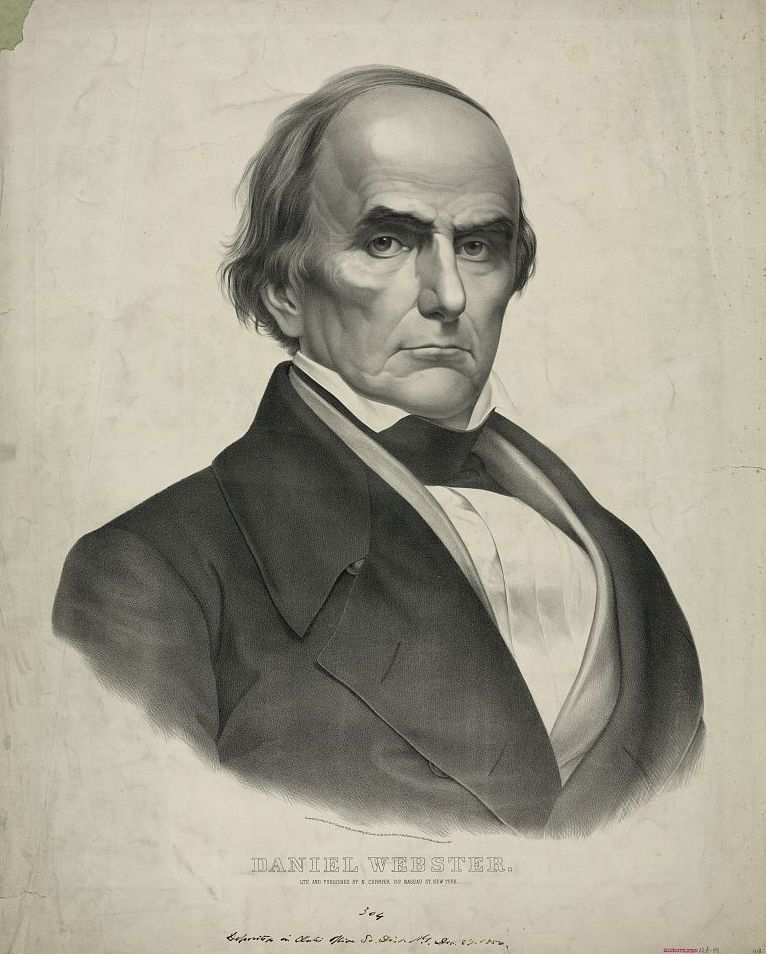
Daniel Webster.

El 30 de abril de 1852, se firma en Washington entre los Estados Unidos y Gran Bretaña, las proposiciones Webster-Crampton, en las cuales, sin haber intervenido el representante de Nicaragua, se le despojaba de la Costa Atlántica y se estipulaba que la línea divisoria entre Nicaragua y Costa Rica sería a lo largo de todo el río San Juan, prolongándose sobre el borde costero del Gran Lago, perdiendo Nicaragua la costa sur del Gran Lago. Marcoleta va al Departamento de Estado y copia con su puño y letra la parte medular de texto de las proposiciones y da copia a un senador amigo (adversario político del presidente Fillmore). El asunto se denuncia en los diarios de New York, acusando a las propuestas de contradecir la Doctrina Monroe. La denuncia desata un escándalo político que provoca la caída del Secretario de Estado Daniel Webster, quien murió poco después. 

## Retiro como embajador en Estados Unidos
A causa de la trascendencia política que tuvieron las denuncias en la prensa norteamericana, el nuevo Secretario de Estado Edward Evertt declaró non-grato a Marcoleta, al comunicarle que ninguna comunicación suya, como enviado de Nicaragua, sería recibida en el futuro. El Encargado de Negocios de los Estados Unidos en Nicaragua, John Bozman Kerr solicita al gobierno que retire a José de Marcoleta y rehusaba ceder a la petición de Nicaragua para que se le informase sobre los cargos que les habían llevado a tomar tal medida e insiste sobre su pronta remoción. De este modo, el 1 de septiembre de 1853, José de Marcoleta llega a Nicaragua donde es recibido con grandes muestras de aprecio. Mientras tanto llega a Nicaragua un nuevo ministro Plenipotenciario de los Estados Unidos de América, en:Solon Borland. En su primera entrevista con el nuevo jefe de Estado, General Fruto Chamorro, éste le solicita que don José sea aceptado nuevamente como ministro de Nicaragua en los Estados Unidos; la solicitud es atendida y así José de Marcoleta regresa a Washington y presenta sus cartas credenciales el 17 de noviembre de 1853.
En febrero de 1854 pide una investigación del barco "Northern Light" de la Compañía del Tránsito, porque se sospecha que lleva armas, municiones y gente a Nicaragua y cuyo objeto es quebrantar las leyes del país. En mayo de 1854, protesta por el proyecto de algunos estadounidenses de establecer una colonia en la Costa de Mosquitos, bajo el nombre de «Central American Land and Mining Company», fundada por Kinney y Fabens. También señala que tiene muchas pruebas de que pretenden apoderarse de Centroamérica y logra que se dicte auto de prisión contra Kinney, Fabens y otras personas. Aunque evaden la justicia mediante una fianza; se logra impedir la salida de los vapores que conducían a los aventureros. El Gobierno de Nicaragua felicita a Don José de Marcoleta por la energía desplegada para destruir los planes filibusteros que volverán a intensificarse con la llegada, el año siguiente, de William Walker a Nicaragua.
El 20 de julio protesta al Secretario de Estado, por la destrucción e incendio de San Juan del Norte, durante los días 12 y 13 de julio, por parte del crucero americano "Cyanie" de la Compañía del Tránsito. 
En 1855, en Estados Unidos se organizaban expediciones de filibusteros, para engrosar las filas de William Walker. José de Marcoleta trabajaba afanosamente por impedir esas expediciones, desplegando su habilidad diplomática ante el Gobierno, protestando enérgicamente contra la violación del derecho internacional, trabajando en los altos círculos en pro de la causa de Nicaragua y denunciando en la prensa el crimen que se estaba cometiendo “contra un pueblo débil e indefenso”. Finalmente Walker sería derrotado y expulsado de Nicaragua.

## Últimas asignaciones
En abril de 1857, don José es nombrado enviado extraordinario y ministro plenipotenciario en España, y realiza gestión para que ese país intervenga amistosamente para garantizar la seguridad, integridad e independencia de Nicaragua y toda Centroamérica.
En diciembre de 1859, recibe de parte del Emperador Napoleón III, el nombramiento de Comendador de la Legión de Honor.
En 1868, es nombrado enviado Extraordinario y ministro Plenipotenciario en Francia y en 1875 recibe el nombramiento de Enviado Extraordinario y Plenipotenciario ante la Santa Sede, con quien inicia conversaciones para la firma de un concordato.
Encontrándose en París, falleció el 31 de mayo de 1881, en su domicilio.

## Reconocimientos

### Academia Diplomática “José Marcoleta”
Mediante el Decreto n.º 24-97, aprobado el 22 de abril de 1997, se crea la Academia Diplomática “José Marcoleta” , que se define como un Centro de Estudios destinado a la formación, perfeccionamiento y actualización de aspirantes e integrantes del Servicio Exterior de Nicaragua para que desempeñen sus tareas con el mejor grado de preparación y eficiencia.

### Orden “José de Marcoleta”
Mediante Ley n.º 15, de abril de 1986, se crea la Orden “José de Marcoleta”, considerando que “en el desempeño de las funciones diplomáticas que le fueron confiadas por Nicaragua durante el siglo pasado, prestó un invaluable servicio a la causa del reconocimiento de la Independencia de nuestro país y de la defensa de su soberanía e integridad territorial. Que entre los servicios prestados a la patria, en circunstancias históricas difíciles, destacan su contribución al desarrollo de las relaciones diplomáticas de Nicaragua, su defensa firme de nuestros derechos soberanos sobre la Costa Atlántica y de nuestros legítimos intereses nacionales, así como su protesta digna y enérgica ante las incursiones filibusteras contra el país. Que es de justicia exaltar la figura digna de José de Marcoleta y rendir un merecido homenaje a su memoria, a través de la creación de una Orden Nacional que lleve su nombre como símbolo de los valores que defendió durante su vida como diplomático.
Los grados de la Orden se otorgan de la siguiente manera:
- GRAN CRUZ: A jefes de Gobierno, Vicepresidentes de la Repúblicas, Presidentes de los Poderes del Estado, Ministros y Viceministros de Relaciones Exteriores, Nuncios y Embajadores.
- GRAN OFICIAL: Ministros y Viceministros de Estados, Presidentes o Directores de Entes Autónomos.
- ENCOMIENDAS: Encargados de Negocios, Consejeros de Embajadas, directores generales y Cónsules Generales.
- OFICIAL: A Secretarios de Embajadas, Vicecónsules y Subdirectores generales.
- CABALLERO: Agregados de Embajadas y Cónsules Honorarios.